# Jean de Werth
Pour les articles homonymes, voir Werth.
Le comte Jean de Werth (ou Jean de Weert,,, en flamand Jan van Werth, en allemand Johann von Werth), né en 1595, à Büttgen dans le duché de Juliers, et mort en Bohême le 16 janvier 1652, bâtard de Horn, seigneur de Nedwert et de Wesem, est l’un des plus célèbres mercenaires du XVIIe siècle.

## États de service
Très jeune, Jean de Werth quitta la maison pour suivre la carrière de soldat dans la cavalerie wallonne au service de l’Espagne. En 1622, à la prise de Juliers, il fut promu au rang de lieutenant. Il servit comme colonel de cavalerie dans l’armée bavaroise en 1630. Il obtint le commandement d’un régiment en 1632 et fonda très vite sa réputation de chef de cavalerie. Après la mort d’Aldringen, il lui succéda dans le commandement des troupes bavaroises. Il se fit remarquer lors de la bataille de Nördlingen, au point que l’empereur fit de lui un guide de l’Empire, et que l’électeur de Bavière lui donna le rang de Feldmarschall-Leutnant. 
Il marcha ensuite sur Heidelberg, s’empara d’un des faubourgs et força la ville à capituler ; mais n’ayant pu se rendre maître du château, il se retira à l’approche de Bernard de Saxe-Weimar.
L’année suivante, il reprit Spire aux Suédois, obtint sur eux différents succès et rejoignit le duc Charles IV en Lorraine. Gassion lui fit d’abord éprouver un échec ; mais il n’en intercepta pas moins les convois de l’armée française, battit son arrière-garde et lui enleva une partie de ses bagages.
En 1635 et 1636, il saccagea la Lorraine, la Picardie et le Luxembourg, après quoi il projeta une expédition au cœur de la France. Parti en juillet 1636 de la Meuse-Inférieure, il pilla ici et là, invitant le cardinal-infant, commandant en chef, « à planter le double aigle sur le Louvre ». Puis au cœur de la Picardie, la petite ville de Corbie préféra se rendre que d'affronter vainement face une armée de quarante mille combattants qui se livrait au pillage. En réalité, l’esprit national français se réveilla, et à Compiègne une armée de cinquante mille hommes força les envahisseurs à se retirer. La mémoire de cette incursion persista dans les chants populaires, et le nom de Jean de Werth servit longtemps à calmer les enfants indisciplinés.
En 1637, de Werth était une fois de plus dans la vallée du Rhin, détruisant les convois, soulageant les villes assiégées et étonnant les camps de l’ennemi. En février 1638, il défit les troupes de Bernard de Saxe-Weimar dans un affrontement à Rheinfelden, durant laquelle il est fait prisonnier. Ses espoirs d’être échangé contre le maréchal suédois Gustaf Horn furent déçus lorsque Bernard de Saxe-Weimar livra son prisonnier aux Français. Le terrible Jean de Werth fut conduit à Paris. Les Parisiens, qu’il eut fait trembler quelques années auparavant, s’empressèrent d’aller voir ce « redoutable » général. Le cardinal de Richelieu donna, dans son château de Conflans, une fête dont le duc d’Orléans fit lui-même les honneurs. À l’instar du Premier ministre, les seigneurs se firent un mérite de lui procurer chaque jour de nouveaux divertissements. La captivité de Jean de Werth dura quatre ans, mais rien ne fut négligé pour la lui rendre agréable. Sa libération fut retardée jusqu’en mars 1642, le gouvernement impérial étant peu désireux de revoir Horn à la tête de l’armée suédoise.
Quand enfin de Werth réapparut sur les champs de bataille, c’était en tant que général de cavalerie dans les rangs impériaux de Bavière et de Cologne. Sa première campagne contre le maréchal français Guebriant était une défaite, mais la seconde, en 1643 sous le commandement de Franz von Mercy, se termina par la victoire de Tüttlingen, une surprise sur une grande échelle, dans laquelle de Werth tint le rôle principal. En 1644 il était dans la région du Bas-Rhin, mais il revint au quartier général de Franz von Mercy juste à temps pour prendre une brillante part dans la bataille de Fribourg. L’année suivante, sa détermination et sa bravoure jouèrent un rôle remarquable à la deuxième bataille de Nordlingen. Von Mercy fut tué dans cette action, et de Werth hérita du commandement de l’armée défaite, mais il fut bientôt remplacé par le maréchal Geleen. Bien que déçu, Jean de Werth restait fidèle au code d’honneur militaire, et passa sa colère dans une frénésie guerrière.

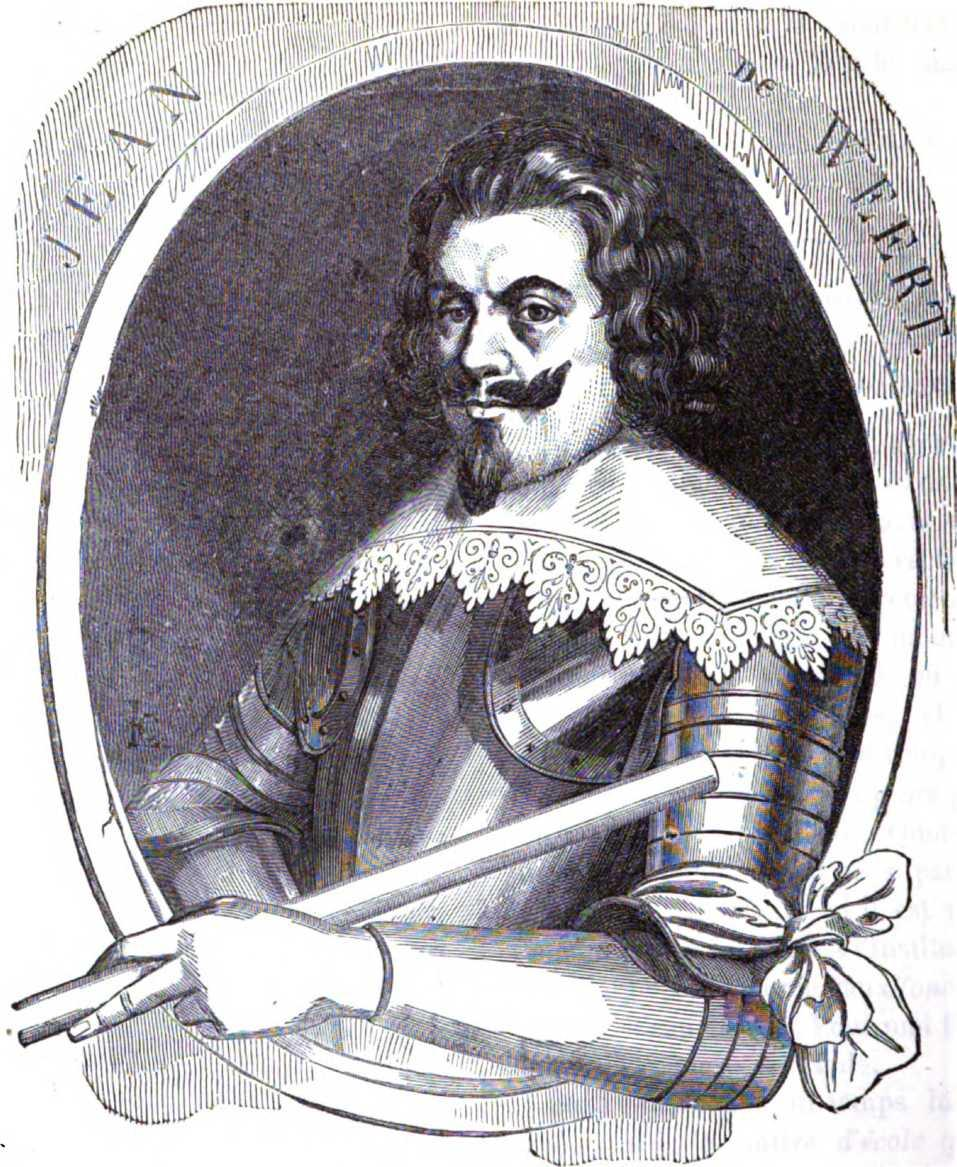
Jean de Weert, gravure de Chevillard, Collection du Magasin Pittoresque.

En 1647 des différends surgirent entre Maximilien de Bavière et Ferdinand III quant à l’allégeance due par les troupes bavaroises. De Werth, craignant que la cause de l’empire et de la religion catholique ne fût ruinée si l’Électeur prenait le contrôle de l’armée, essaya de faire passer la frontière autrichienne à ses hommes. Mais ils refusèrent de suivre, et échappèrent difficilement à la vengeance de Maximilien. De Werth trouva refuge en Autriche. Reconnaissant pour sa conduite dans cette affaire, l’empereur le fit comte.

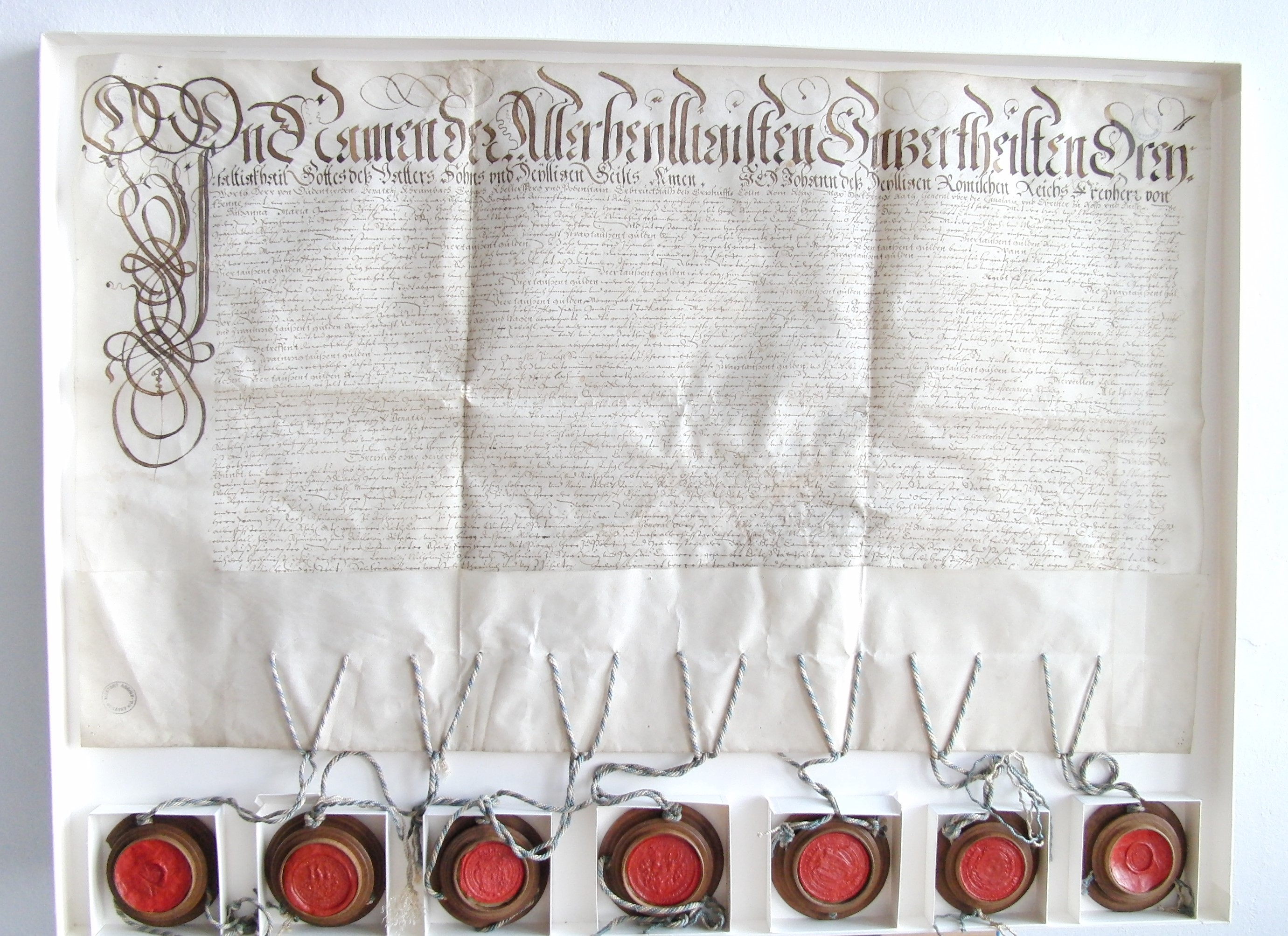
Contrat de mariage de Jean de Werth en 1648.

La bataille de Zusmarshausen en 1648, une des dernières de la guerre de Trente Ans, était une défaite. De Werth se retira alors pour vivre sur les domaines qu’il avait achetés au cours de sa carrière, et c’est dans l'un de ces domaines, Benátky nad Jizerou (30 km au nord-est de Prague), qu’il mourut le 16 janvier 1652.

## Postérité
Jean de Werth est resté longtemps populaire en France où, sous le nom de Jean de Vert, il incarne un croque-mitaine. Plus de cinquante ans après, on le retrouvait encore dans les refrains des chansons. Il y avait un air de trompette qu’on nommait l’air de Jean de Wert. Les nouvellistes et les faiseurs le rendirent célèbre par leurs fameuses chansons de Jean de Wert, dont voici quelques couplets :
Jean de Vert était un soudard
De fière et de riche famille,
Jean de Vert était un trichard
Moitié prime et moitié bâtard.
Petits enfants, qui pleurera ?
Voilà Jean de Vert qui s’avance !
Aucun marmot ne bougera,
Ou Jean de Vert le mangera !
Jean de Vert était un brutal
Qui fit pleurer le roi de France ;
Jean de Vert étant général
A fait trembler le cardinal
Petits enfants, qui pleurera ?
Voilà Jean de Vert qui s’avance !
Aucun marmot ne bougera,
Ou Jean de Vert le mangera !
Il est également passé en proverbe : C’est bon du temps de Jean de Vert, ou bien : Je m’en soucie comme de Jean de Vert pour dire : Cela est passé, je m’en soucie peu.